# Pangrapta chilana
Pangrapta chilana är en fjärilsart som beskrevs av Swinhoe 1902. Pangrapta chilana ingår i släktet Pangrapta och familjen nattflyn. Inga underarter finns listade i Catalogue of Life.